# لغة فيدا
الفيدا لغة مهددة بالانقراض يستخدمها شعب الفيدا الأصلي في سريلانكا. بالإضافة إلى ذلك، فإن مجتمعات مثل «الفيدا الساحليين» و«فيدا أرونادابورا» تستخدم بدورها كلمات من لغة فيدا للتواصل في أثناء الصيد أو في الترانيم الدينية في جميع أنحاء الجزيرة.
عندما أجريت دراسة ميدانية منهجية عام 1959، كانت اللغة تقتصر على الجيل الأقدم من الفيدا من دامبانا. في التسعينيات من القرن الماضي، كانت شعوب الفيدا تعرف القليل فقط من الكلمات والعبارات من لغتها الاصلية، مع وجود أفراد يعرفون اللغة بشكل شامل. في البداية كان هناك جدل كبير بين  علماء اللغة حول ما إذا كان يجدر بهم اعتبار الفيدا لهجة من السنهالية أو لغة مستقلة. تشير الدراسات اللاحقة إلى أن اللغة التي يتحدث بها شعب الفيدا اليوم هي لغة الكريول التي تطورت من العصور القديمة، عندما كان هؤلاء على اتصال مع السنهاليين الأوائل الذين استخدموا كلماتهم وسمات لغتهم التركيبية بشكل متزايد، ما أدى لزيادة التشابه بين السنهالية والفيدا في كثير من التفاصيل دون أن يؤثر ذلك على الجوهر اللغوي للفيدا.
أصول لغة فيدا الأم غير معروفة، بينما تعتبر السنهالية جزءًا من الفرع الهندي الآري لعائلة اللغات الهندو الأوروبية. من الناحية الصوتية، تتميز الفيدا عن السنهالية بالتردد العالي لأصوات الحنك. من الناحية التكوينية، تقسّم الكلمات في لغة الفيدا على أسماء وأفعال وأسماء جنس، مع وجود تمييزات فريدة بين الجنسين في  أسماء العلم. اختصرت لغة القيدا وبسطت العديد من أشكال السنهالية مثل ضمائر المخاطب ودلالات المعاني السلبية. بدل استعارة كلمات جديدة من السنهالية أو من لغات أخرى، أنشأت لغة الفيدا مجموعات من الكلمات من مخزون معجمي محدود. تحتفظ الفيدا بالعديد من المصطلحات السنهالية القديمة منذ القرن العاشر وحتى القرن الثاني عشر، كإشارة إلى اتصالها الوثيق مع السنهالية، لكنها احتفظت بعدد من الكلمات الفريدة التي لا يمكن اشتقاقها من السنهالية. مارست الفيدا تأثيرًا أساسيًا في تكوين السنهالية. يظهر هذا التأثير جليًا من خلال وجود كل من العناصر المعجمية والبنيوية في السنهالية والتي لا يمكن إرجاعها إلى اللغات الهندية الآرية أو اللغات الدرافيدية المجاورة.

## تاريخها
من غير المعروف ما هي اللغات التي نُطق بها في سريلانكا قبل أن يستوطنها المهاجرون الناطقون بالبراكريت في القرن الخامس قبل الميلاد. مصطلح «فيدا» كلمة درافيدية وتنبع من كلمة «فيدو» لدى التاميل وهي تعني الصيد. تستخدم المصطلحات المشابهة (مثل بيدار وبيدا) في جميع أنحاء جنوب الهند لوصف الصيادين. لدى سريلانكا شعوب أخرى تعتمد على الصيد وجمع الطعام مثل روديا وكينارايا.
كتب رايكلوف فان جوينز (1663–1675)، الذي شغل منصب المدير العام لشركة الهند الشرقية الهولندية في سريلانكا، أول مكتوبات عن لغة الفيدا، قائلًا أنها أقرب للسهنالية منه إلى التاميل. أما روبرت نوكس، وهو رجل إنجليزي أسره ملك كاندي، فكتب عام 1681 أن شعوب الفيدا البرية والمدنية تحدثت بلغة الشعب السنهالي. أفاد الراهب البرتغالي فيرناو دي كويروز، الذي كتب وصفًا دقيقًا للفيدا في عام 1686، أن اللغة لم تكن مفهومة لدى المتحدثين بلغات أخرى، كما أن الناطقون بلغة الفيدا استصعبوا فهم ما ينطق به الآخرون، كما كتب روبرت بيرسيفال في عام 1803 قائلًا أن شعب الفيدا، على الرغم من أنهم يتحدثون مستخدمين إحدى لهجات السينهالية، يتحدثون في ما بينهم بلغة لا يفهمها سواهم.